# The D4
The D4 was een Nieuw-Zeelandse rockband uit Auckland. Hun muziek werd uitgebracht door Hollywood Records in de Verenigde Staten, Flying Nun Records in Nieuw-Zeeland en door Infectious Records in het Verenigd Koninkrijk. De band werd samengesteld door zanger/gitaristen Dion Palmer en Jimmy Christmas, die een verzameling songs en een vierdelige combo samenstelden, met de oprichters English Jake en Rich Mixture, eind 1998 en begonnen te spelen op de Frisbee Infectious Records-feesten langs Symonds Street, kort daarna gevolgd door pub-optredens in de binnenstad. Ze speelden ook op de Big Day Out en op het SXSW Music Festival in Austin (Texas).

## Bezetting
- Dion Palmer
- Jimmy Christmas
- Vaughan Williams
- Daniel Pooley
- Rich Mixture
- English Jake
- Paul Reid

## Geschiedenis
De debuut-ep van de band werd in 1999 uitgebracht door Flying Nun Records met de nummers Girl en Come On!. De band werd later versterkt door leden Vaughan Williams (Vaughn) (bas) en Daniel Pooley (Beaver) (drums). The D4 ging op een Britse tournee ter ondersteuning van The Hives. Met ingang van mei 2006 kondigde Breakfast aan dat The D4 na acht jaar voor onbepaalde tijd een pauze zou nemen in de muziekindustrie. Na de splitsing verving Rich Mixture Paul Robertson als drummer van The Rock n Roll Machine, bassist Vaughn trad toe tot Shocking Pinks, een in Auckland gevestigde indie-popact en Jimmy Christmas formeerde de rockband Luger Boa, die Shihad op tournee heeft gesteund. Meest recentelijk is Palmer verhuisd naar New York, heeft de nieuwe band The True Lovers geformeerd en speelt ook bas in A Place to Bury Strangers.

## Discografie

### Singles
- 2002:	Rock'n'Roll Motherfucker
- 2002:	Party
- 2002:	Come On!
- 2002:	Get Loose
- 2003:	Ladies Man
- 2003:	Exit To The City
- 2004:	Sake Bomb
- 2005:	What I Want
- 2005:	Feel It Like It

### Albums
- 2001:	6twenty (Flying Nun Records)
- 2005:	Out Of My Head (Flying Nun Records)

### Aanbevolen optredens
- 1999:	Boss TV (Boss TV) - Come On!
- 2000:	Stickmen (Universal Music) - Come On!
- 2002:	Under The Influence (Flying Nun Records) Joe 90 (Bored Games cover) en Get Loose
- 2002: Head Up!!! Music From The 2002 Bnet New Zealand Music Awards (Festival Mushroom) John Rock
- 2002: Channel Z: The Best of Vol. 3 (Warner Bros. Records) Exit To The City
- 2003:	Red Surf Godzone Surfer's Soundtrack (EMI Records) Joe 90
- 2003: Get A Haircut (Zerox) Rock'n'Roll Motherfucker
- 2004:	The Prince & Me (EMI Records) Party
- 2005:	Big Day Out 05 (EMI Records) Sake Bomb
- 2005: Unleashed 2005 (Sony BMG) - Sake Bomb